# Hydrox
L'Hydrox è una miscela respirabile a base di idrogeno e ossigeno utilizzata in subacquea per le immersioni tecniche nelle quali è necessario raggiungere profondità elevate.

## Storia
Anche se le prime notizie sull'utilizzo dell'idrogeno come gas da respirare sono da attribuire ad Antoine-Laurent de Lavoisier, che lo aveva testato su alcune cavie, il primo utilizzo come elemento per la respirazione umana durante le immersioni è durante le prove dell'ingegnere svedese Arne Zetterström nel 1945. Zetterström studiò come l'idrogeno fosse perfettamente usabile per immersioni a grandi profondità. Sfortunatamente, a causa di un errore nell'utilizzo delle attrezzature di superficie, l'ingegnere morì durante una dimostrazione pratica. Gli studi sull'idrogeno furono abbandonati per alcuni anni, finché la Marina statunitense e la Comex non decisero di ampliare le conoscenze su questo gas, eventualmente da utilizzare nei loro esperimenti "Hydra I" ed "Hydra II" nel 1968 e 1969.
COMEX successivamente sviluppò tecniche per permettere ai sub di raggiungere profondità tra i 500 e i 700 metri, dove si iniziarono ad utilizzare miscele di gas per respirare a base di idrogeno: idrogeno e ossigeno (Hydrox) e idrogeno, ossigeno, elio (Hydreliox). 

## Uso
L'Hydrox può essere utilizzato per contrastare la sindrome nervosa ad alta pressione (HPNS), molto frequente durante discese elevate.
Questi studi riscossero un notevole successo con la simulazione di una discesa a 701 metri, effettuata da Theo Mavrostomos il 20 novembre 1990 a Tolone, durante gli esperimenti della camera di decompressione del COMEX Hydra X. Questa discesa ha reso Theo il sommozzatore che è riuscito ad eseguire la discesa più profonda del mondo.